# Abdurahmon Dżomi
Abdurahmon Dżomi (tadż. Абдураҳмон Ҷомӣ; do 2012 r. Kujbyszew) – osiedle typu miejskiego w Tadżykistanie, w wilajecie chatlońskim. W 2013 roku liczyło ok. 12,3 tys. mieszkańców.
Miasto w 2012 roku nazwane zostało imieniem perskiego poety Maulany Dżamiego.